# الحرية للشجعان
الحرية للشجعان هي حملة مجتمع مدني تهدف إلى لفت الانتباه لحقوق المصريين والتذكير بكل السجناء والمحتجزين. أُنشئت حملة الحرية للشجعان وذلك بعد الانخفاض «الرهيب» في مستوى حقوق الإنسان منذ أواخر عام 2013 إبّان الانقلاب العسكري للسيسي على مُرسي. عملت حملة الحرية للشجعان على نشر التقارير على نطاق واسع بما في ذلك تلك التقارير التي تخصُّ التعذيب، الاغتصاب، القتل، الاختطاف، التحرش الجنسي ثم الاحتجاز غير القانوني هذا ناهيك عن الرقابة السرية والمواقع السوداء ثم السجون الرهيبة واستخدام الإجراءات القضائية في انتهاك حق «المتهم». تتبنى الحملة أيديولوجيات مُختلفة لكنها تتفق على ضرورة التزام الحكومية العسكرية المصرية بحقوق الإنسان والمعايير الدستورية كما تسعى لتحسين ظروف السجناء دون النظر إلى ميولهم السياسية. قدّمت حملة الحرية للشجعان عدة مساعدات للسجناء السياسيين، سجناء الرأي، المضربين عن الطعام وضحايا التعذيب. تعاونت الحركة مع غيرها من القوى الاجتماعية والسياسية المصرية وذلك من أجل الوصول لأهدافها بما في ذلك حزب الدستور، لا للمحاكمات العسكرية، الحزب المصري الديمقراطي الاجتماعي، حركة شباب 6 أبريل، حزب الكرامة، حزب التحالف الشعبي الاشتراكي، حزب مصر الحرية ثم التيار الشعبي المصري.